# Michael Beckmann
Michael Beckmann (ur. 20 lipca 1961 roku w Heggen) – niemiecki muzyk i kompozytor muzyki filmowej, producent muzyczny i kierownik muzyczny.

## Życiorys
W 1983 roku studiował publicystykę, muzykę i ekonomię na Wolnym Uniwersytecie Berlińskim. 1988 i 1989 osiągnął z zespołem Rainbirds złoty lub też srebrny status. W 1988 zespół ten otrzymał niemiecką nagrodę dla płyt gramofonowych Berolina, poprzednika nagrody Echo. Wkrótce zaczęła się też praca dla przemysłu reklamowego. Po tym były też pierwsze projekty dla telewizji.
Od 1999 Beckmann pracuje też coraz więcej dla kina. Od 2005 pracuje jako doradca niemieckiej i europejskiej nagrody filmowej. Rok później stał się członkiem niemieckiej akademii filmowej. Od 2008 roku angażuje się jako dyrektor muzyczny First Steps Award.
Z muzyką do filmów takich jak Turecki dla początkujących czy Szkolna imprezka Beckmann należy do najlepszych niemieckich kompozytorów muzycznych.

## Filmografia (wybór)
- 2005 – Max i Moritz Reloaded
- 2012 – Turecki dla początkujących
- 2013 – Szkolna imprezka
- 2015 – Szkolna imprezka 2
- 2017 – Wendy – Film
- 2017 – Miejsce zbrodni: synowie i ojcowie